# Sphecodes olympicus
Sphecodes olympicus är en biart som beskrevs av Cockerell 1904. Sphecodes olympicus ingår i släktet blodbin, och familjen vägbin. Inga underarter finns listade i Catalogue of Life.